# Liste der Pidginsprachen
Dieser Artikel sammelt eine Liste der Pidginsprachen, die nach der Herkunft des Wortschatzes unterteilt ist. Es existiert auch eine Liste der Kreolsprachen.

## Mitenglisch-basiertem Wortschatz
- Ghanaisches Pidgin
- Melanesisches Pidgin, auch Tok Pisin genannt, auf Papua-Neuguinea; englischsprachiger Anteil ca. 60 %, melanesischer Anteil ca. 35 %, deutscher Anteil ca. 5 %; im Übergang zu einer Kreolsprache.
- Liberian English (Liberia)
- Nigerianisches Pidgin, auch Nigerian Creole English (Nigeria)

## Mitfranzösisch-basiertem Wortschatz
- Tay Boi (†) (Vietnam), entstanden aus Vietnamesisch, Französisch, Englisch, javanischer Sprache und Portugiesisch
- Camfranglais (Kamerun)

## Mitdeutsch-basiertem Wortschatz
- Küchendeutsch (Namibia)
- Pidgin-Deutsch in Kiautschou
- Unserdeutsch in Neuguinea

## Mitzulu-basiertem Wortschatz
- Fanagalo, auch Fanakalo
- Tsotsitaal, auch isiCamtho, eine Mischung aus Zulu, Sotho, Tswana, Afrikaans und Englisch

## Mitarabisch-basiertem Wortschatz
- Juba-Arabisch, auch Südsudanesisch-Arabisch, Nationalsprache im Südsudan

## MitMotu-basiertem Wortschatz
- Hiri Motu, eine der drei Amtssprachen von Papua-Neuguinea

## Mitschwedisch-basiertem Wortschatz
- Borgarmålet (†)

## Aus dem amerindischen Sprachraum
- Chinook Wawa (fast †), Indigen-Amerikanisch (u. a. Chinook, Französisch, Englisch)
- Delaware-Pidgin (†), im 17. Jahrhundert Verkehrssprache zwischen algonkinsprachigen nordamerikanischen Völkern und Europäern
- Mobilian († um 1900) Makoki-Pidgin aus dem Spanischen, Französisch, Englisch, Muskogee u. a.

## Sprachen mit heterogenem Wortschatz
- baskisch-isländisches Pidgin (†)
- Eurosigns, primär basierend auf British Sign Language, Langue des signes française sowie skandinavische Gebärdensprachen
- Lingua Franca (†), auch Sabir, Italienisch mit breiten Einflüssen von Türkisch, Persisch, Französisch, Griechisch und Arabisch
- International Sign, verschiedene Gebärdensprachen
- Ndyuka-Trio Pidgin (Suriname), Handels-Pidgin aus triolischer Sprache und dem Ndyuka-Kreol
- Russenorsk (†), Russisch-Norwegische Mischsprache

## Intermediäre Formen
- Türkendeutsch (Kanak Sprak)